# سارسا ساپوجنین
سارسا ساپوجنین (به انگلیسی: Sarsasapogenin) با فرمول شیمیایی C27H44O3 یک ترکیب شیمیایی است. که جرم مولی آن ۴۱۶٫۶۴ گرم بر مول می‌باشد. 